# Rajdy przygodowe
Rajdy przygodowe (lub rajdy ekstremalne, często używana jest też angielska nazwa Adventure Racing lub skrót AR) – hiperwytrzymałościowy sport zespołowy będący kombinacją kilku dyscyplin, między innymi: biegu na orientację i nawigacji w terenie, rowerów górskich, kajakarstwa, biegów w terenie, wspinaczki górskiej i skałkowej (lub różne powiązane ze wspinaczką techniki linowe), łyżworolek. W zależności od miejsca i czasu rozgrywania zawodów mogą zawierać również: narty biegowe, biegi w rakietach śnieżnych, jazdę konną, rafting, canoe i wiele innych.
Zawody mogą być rozgrywane zarówno w formule rajdu ekspedycyjnego, czyli zawodów trwających non-stop kilka-kilkanaście dni, jak i sprintu, czyli zawodów krótszych niż 24 godziny. Istotną cechą rajdów przygodowych jest to, że podczas zawodów nie ma obowiązkowych przerw (nie licząc tych spowodowanych względami bezpieczeństwa, tzw. dark zones), zawodnicy sami decydują o tym kiedy i ile będą odpoczywać, oraz to że podczas zawodów muszą być samowystarczalni (niosą cały wymagany ekwipunek oraz żywność ze sobą).
Od początku istnienia tej dyscypliny na świecie, przyjęte było, że zespół musi się składać z określonej liczby osób (zazwyczaj cztery), z przynajmniej jedną osobą odmiennej płci (zespoły mieszane). Wraz z rozwojem sportu i wzrostem jego popularności, zaczęły pojawiać się zawody dla zespołów składających się z samych mężczyzn lub samych kobiet, oraz zawody solo, bez obowiązkowego zespołu.

## Historia
Trudno dokładnie określić czas powstania rajdów przygodowych na świecie w takiej formie jaką znamy obecnie. Niektórzy za prekursora AR uznają dwudniowe zawody Karrimor International Mountain Marathon, rozgrywane od 1968 roku w Wielkiej Brytanii. Rywalizacja polegała na tym, że dwuosobowe zespoły przemierzały dwukrotny dystans maratonu nawigując w górzystym terenie i niosąc cały niezbędny sprzęt.
Inne źródła za ojczyzną tego sportu uznają Nową Zelandią. W 1980 roku zostały tam rozegrane zawody Alpine Ironman, podczas których uczestnicy musieli biec, wiosłować i poruszać się na nartach do mety. Później tego samego roku, pomysłodawca Alpine Ironman, Robin Judkins zorganizował kolejne zawody – Coast To Coast. Coraz bardziej zbliżone do nowoczesnych rajdów przygodowych, zawody te składały się z biegu, jazdy na rowerze górskim i kajakarstwa.
Jednak najbardziej znanym rajdem, sięgającym początków AR jest Raid Gauloises. Pierwsza edycja rozegrana w 1989 roku w Nowej Zelandii była zainspirowana formuła najbardziej znanego na świecie dystansowego rajdu samochodowego czyli rajdu Paryż-Dakar. Dyrektor zawodów, Gerald Fusil, stworzył w ten sposób rozbudowany rajd ekspedycyjny, zawierający wszystkie elementy znane w obecnych rajdach przygodowych – Mieszany zespół miał do pokonania ponad 600km w wymagającym terenie.
W 1991 roku w Nowej Zelandii odbył się kolejny rajd, zainspirowany przez Raid Gauloises, Southern Traverse. Stał się on synonimem AR i do dzisiaj jest jedną z bardziej prestiżowych imprez tego typu na świecie.
Kolejnym krokiem w rozwoju AR były zawody Eco-Challenge (1995) na licencji wykupionej od Geralda Fusila przez potentata medialnego Marka Burnetta. Dzięki bardzo dobrym filmom z zawodów (nagrody Emmy) sport stał się dużo bardziej popularny. Zawody te wprowadziły też do powszechnego obiegu termin adventure race jako określenie dyscypliny sportu. Ostatnia edycja Eco-Challenge została rozegrana w 2002 roku.